# Musée provincial de l'instruction publique

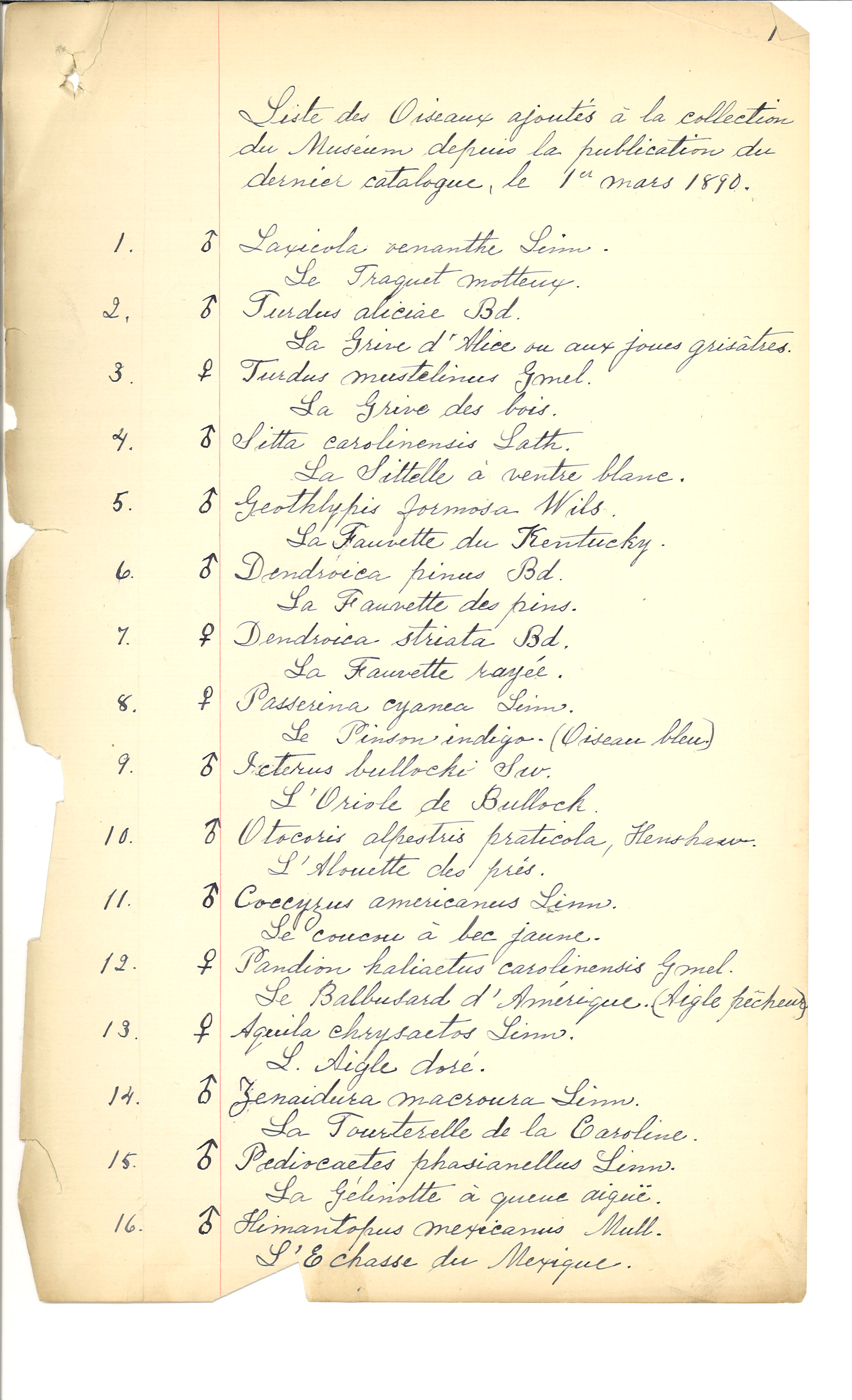
Liste des oiseaux du Musée provincial de l'instruction publique ajoutés au Musée en 1890

Le Musée provincial de l'instruction publique est créé par le gouvernement de la province de Québec en 1886 au sein de la ville de Québec.Il s'agit d'un musée de sciences naturelles. Les premières années, le musée reçoit en dons quelques centaines de spécimens qui provient de différents donateurs. Plus tard, le musée reçoit une partie de la collection entomologique de l'abbé Léon Provancher ainsi que celle du Révérend T. W. Fyles.

## Développement des collections du musée
Dominique-Napoléon Saint-Cyr, membre de l'Assemblée législative de 1875 à 1881 et naturaliste amateur est un des fondateurs de ce musée. Il sera le premier conservateur de ce musée. Mandaté par le gouvernement, il explore la Côte Nord et le Labrador en 1882 et en 1885, Il rapporte des spécimens botaniques et minéralogiques pour le musée. Le Musée n'est pas dans une approche de vulgarisation. L'emphase du musée est mis sur le développement de la collection et non la diffusion auprès du public. Les collections sont rangées dans des armoires à l'abri des regards. On remarque certaines acquisitions dans les journaux dont une pieuvre en 1895.
L'abbé Victor-Alphonse Huard devient conservateur du musée de 1904 à 1927. Il acquiert quelques spécimens pour tenter de susciter un intérêt auprès de la population des visites au Musée: un ours blanc, une famille complète de bœufs musqués.  Il participe à plusieurs expéditions avec l'abbé Léon Provancher et achète l'herbier de Provancher (900 planches),. Dans l'annuaire de la ville de Québec 1908-1909, on retrouve cette description du musée: Collections des animaux, des végétaux et  des minéraux de la province de Québec.

Présentation des collections de sciences naturelles au Musée de la Province en 1932-1933 par Edgar Gariépy

Le musée est aménagé en 1889 dans des locaux et corridors du Parlement du Québec jusqu'en 1932. En juin 1933, le Musée de la Province de Québec est inauguré et consacre deux salles aux sciences naturelles avec certains des spécimens du musée de l'instruction publique qui a fermé ses portes. En août 1962, le ministère des Affaires culturelles place les collections scientifiques de botanique et de zoologie en dépôt à l’Université Laval. En 1971, au moment de l’ouverture du Complexe scientifique du gouvernement du Québec, une partie de ces collections est intégrée à l’Herbier du Québec et à la Collection d’insectes du Québec. La collection d’insectes types et d’insectes de référence de l’abbé Provancher, elle, est administrée par les collections de la bibliothèque de l’Université Laval,.